# Anarrhinum bellidifolium
Anarrhine à feuilles de Pâquerette, Anarrhinante, Muflier à feuilles de Pâquerette
Espèce
L'Anarrhine à feuilles de Pâquerette (Anarrhinum bellidifolium), également connue sous le nom d'Anarrhinante ou Muflier à feuilles de Pâquerette, est une espèce de plantes herbacées de la famille des Plantaginacées.